# Copa Libertadores 2011
Copa Libertadores 2011 (officiellt Copa Santander Libertadores de América av sponsorskäl) var den 52:a upplagan av Copa Libertadores, den främsta klubbfotbollsturneringen i Sydamerika, administrerad av CONMEBOL. Vinnaren får spela i Recopa Sudamericana 2012 (en match som spelas mellan vinnaren av Copa Libertadores och Copa Sudamericana), och det bäst placerade icke-mexikanska laget får spela VM för klubblag 2011. Den brasilianska klubben Santos vann turneringen efter att ha vunnit mot det uruguayanska laget CA Peñarol i finalen.

## Kvalificerade lag
Inför säsongen 2011 gjordes följande ändringar gällande kvalikationsbestämmelserna:
- Vinnaren av Copa Sudamericana föregående år ges en direktplats till nästa upplaga Copa Libertadores. Däremot ges inte landet som mästaren kommer ifrån en extra plats, utan mästaren i Copa Sudamericana tar över platsen från det lag som var kvalificerade på sämst meriter i samma land. Dessa villkor gäller endast om laget inte lyckats kvalificera sig på egen hand.

| Land                         | Lag (Platsnummer)                | Kvalifikationsmetod                                                                    |
| ---------------------------- | -------------------------------- | -------------------------------------------------------------------------------------- |
| Argentina 5 platser          | Argentinos Juniors (Argentina 1) | Vinnare av Clausura 2010                                                               |
| Argentina 5 platser          | Estudiantes (Argentina 2)        | Vinnare av Apertura 2010                                                               |
| Argentina 5 platser          | Vélez Sársfield (Argentina 3)    | Bästa totalpoängen under säsongen 2010 bland icke-mästare                              |
| Argentina 5 platser          | Godoy Cruz (Argentina 4)         | Näst bästa totalpoängen under säsongen 2010 bland icke-mästare                         |
| Argentina 5 platser          | Independiente (Argentina 5)      | Vinnare av Copa Sudamericana 2010                                                      |
| Bolivia 3 platser            | Jorge Wilstermann (Bolivia 1)    | Vinnare av Apertura 2010                                                               |
| Bolivia 3 platser            | Oriente Petrolero (Bolivia 2)    | Vinnare av Clausura 2010                                                               |
| Bolivia 3 platser            | Bolívar (Bolivia 3)              | Tvåa i Clausura 2010                                                                   |
| Brasilien 5+1 platser        | Internacional (Brasilien 1)      | Vinnare av Copa Libertadores 2010                                                      |
| Brasilien 5+1 platser        | Santos (Brasilien 2)             | Vinnare av Copa do Brasil 2010                                                         |
| Brasilien 5+1 platser        | Fluminense (Brasilien 3)         | Vinnare av Série A 2010                                                                |
| Brasilien 5+1 platser        | Cruzeiro (Brasilien 4)           | Tvåa i Série A 2010                                                                    |
| Brasilien 5+1 platser        | Corinthians (Brasilien 5)        | Trea i Série A 2010                                                                    |
| Brasilien 5+1 platser        | Grêmio (Brasilien 6)             | Fyra i Série A 2010                                                                    |
| Chile 3 platser              | Universidad Católica (Chile 1)   | Vinnare av Primera División 2010                                                       |
| Chile 3 platser              | Colo-Colo (Chile 2)              | Tvåa i Primera División 2010                                                           |
| Chile 3 platser              | Unión Española (Chile 3)         | Trea i playoff-spelet i Primera División 2010                                          |
| Colombia 3 platser           | Junior (Colombia 1)              | Vinnare av Apertura 2010                                                               |
| Colombia 3 platser           | Once Caldas (Colombia 2)         | Vinnare av Apertura 2010                                                               |
| Colombia 3 platser           | Deportes Tolima (Colombia 3)     | Vinnare av den sammanlagda säsongen 2010                                               |
| Ecuador 3 platser            | LDU Quito (Ecuador 1)            | Vinnare av Serie A 2010                                                                |
| Ecuador 3 platser            | Emelec (Ecuador 2)               | Tvåa i Serie A 2010                                                                    |
| Ecuador 3 platser            | Deportivo Quito (Ecuador 3)      | Trea i Serie A 2010                                                                    |
| Paraguay 3 platser           | Libertad (Paraguay 1)            | Bäst placerad i den sammanlagda tabellen av Primera División 2010 (Clausura 2010)      |
| Paraguay 3 platser           | Guaraní (Paraguay 2)             | Näst bäst placerad i den sammanlagda tabellen av Primera División 2010 (Apertura 2010) |
| Paraguay 3 platser           | Cerro Porteño (Paraguay 3)       | Tredjeplacerad i den sammanlagda tabellen av Primera División 2010                     |
| Peru 3 platser               | Universidad San Martín (Peru 1)  | Vinnaren av Torneo Descentralizado 2010                                                |
| Peru 3 platser               | León de Huánuco (Peru 2)         | Tvåa i Torneo Descentralizado 2010                                                     |
| Peru 3 platser               | Alianza Lima (Peru 3)            | Bäst placerade icke-finalist av Torneo Descentralizado 2010                            |
| Uruguay 3 platser            | Peñarol (Uruguay 1)              | Vinnare av Primera División 2009/2010                                                  |
| Uruguay 3 platser            | Nacional (Uruguay 2)             | Tvåa i Primera División 2009/2010                                                      |
| Uruguay 3 platser            | Liverpool (Uruguay 3)            | Bäst placerade icke-finalist av Primera División 2009/2010                             |
| Venezuela 3 platser          | Caracas (Venezuela 1)            | Mästare av Primera División de Venezuela 2009/2010                                     |
| Venezuela 3 platser          | Deportivo Táchira (Venezuela 2)  | Tvåa i Primera División de Venezuela 2009/2010                                         |
| Venezuela 3 platser          | Deportivo Petare (Venezuela 3)   | Bäst placerade icke-finalist av Primera División de Venezuela 2009/2010                |
| Mexiko (CONCACAF) 3 inbjudna | América (Mexiko 1)               | Bäst placerade valbara laget i Apertura 2010                                           |
| Mexiko (CONCACAF) 3 inbjudna | San Luis (Mexiko 2)              | Näst bäst placerade valbara laget i Apertura 2010                                      |
| Mexiko (CONCACAF) 3 inbjudna | Jaguares de Chiapas (Mexiko 3)   | Tredje bäst placerade valbara laget i Apertura 2010                                    |

## Lottning
Lottningen för Copa Libertadores 2011 hölls den 25 november 2010 i Asunción, Paraguay. När första omgången lottades delade man upp de 12 lagen i två grupper med 6 i varje och drog därefter ett lag ur varje grupp som skulle få möta varandra. I lottningen till gruppspelet delades 26 lag samt 6 "vinnarplatser" (från första omgången, totalt 32 lag) upp i fyra skålar. Det drogs sedan ett lag ur varje skål som placerades i en grupp. Två lag från samma land skulle inte kunna hamna i samma grupp - däremot kan vinnarna från första omgången hamna i en grupp där de eventuellt kan möta ett lag från samma land, vilket också skedde.
Seedningen delades upp så att lag 1 från Brasilien, Argentina, Colombia, Ecuador, Peru och Venezuela samt lag 2 från Brasilien och Argentina. Den regerande mästaren var lag 1 från Brasilien, Internacional. 2012 bytts lag 1 från Colombia, Ecuador, Peru och Venezuela ut mot lag 1 från Chile, Bolivia, Paraguay och Uruguay i seedningen.
Innan lottningen var Caracas det högst seedade laget från Venezuela, men under lottningen råkade Deportivo Táchira dras istället. Det laget lottades då in i grupp 4 och Caracas in i grupp 5. CONMEBOL erkände dock sitt misstag och bytte senare plats på lagen för att korrigera felet.

## Schema
De angivna matchdagarna är onsdagar, men matcherna kan även spelas på tisdagar och torsdagar (dagen innan och dagen före).
| Omgångar         | Första matchen                                              | Andra matchen                                               |
| ---------------- | ----------------------------------------------------------- | ----------------------------------------------------------- |
| Första omgången  | 26 januari                                                  | 2 februari                                                  |
| Andra omgången   | 9, 16 & 23 februari 2, 9, 16, 23 & 30 mars 6, 13 & 20 april | 9, 16 & 23 februari 2, 9, 16, 23 & 30 mars 6, 13 & 20 april |
| Åttondelsfinaler | 27 april                                                    | 4 maj                                                       |
| Kvartsfinaler    | 11 maj                                                      | 18 maj                                                      |
| Semifinaler      | 25 maj                                                      | 1 juni                                                      |
| Finaler          | 15 juni                                                     | 22 juni                                                     |

## Första omgången
Första matchen spelades den 25 januari och returmatchen den 3 februari.
| Lag 1         | Totalt | Lag 2            | Möte 1 | Möte 2 |
| Corinthians   | 0–2    | Deportes Tolima  | 0–0    | 0–2    |
| Alianza Lima  | 0–4    | Jaguares         | 0–2    | 0–2    |
| Cerro Porteño | 2–1    | Deportivo Petare | 1–0    | 1–1    |
| Bolívar       | 0–1    | Unión Española   | 0–1    | 0–0    |
| Independiente | 2–1    | Deportivo Quito  | 2–0    | 0–1    |
| Liverpool     | 3–5    | Grêmio           | 2–2    | 1–3    |

## Andra omgången
Andra omgången började den 9 februari och är schemalagd att sluta den 20 april.

### Grupp 1
| Nr | Lag                    | S | V | O | F | GM | IM | MS | P  |
| -- | ---------------------- | - | - | - | - | -- | -- | -- | -- |
| 1  | Libertad               | 6 | 4 | 2 | 0 | 13 | 5  | +8 | 14 |
| 2  | Once Caldas            | 6 | 1 | 4 | 1 | 7  | 8  | −1 | 7  |
| 3  | Universidad San Martín | 6 | 2 | 0 | 4 | 7  | 11 | −4 | 6  |
| 4  | San Luis               | 6 | 1 | 2 | 3 | 6  | 9  | −3 | 5  |

| Hemma \ Borta          | Paraguay | Colombia | Mexiko | Peru |
| Libertad               | —        | 2–2      | 2–0    | 5–1  |
| Once Caldas            | 1–1      | —        | 1–1    | 0–3  |
| San Luis               | 1–2      | 1–1      | —      | 3–1  |
| Universidad San Martín | 0–1      | 0–2      | 2–0    | —    |

### Grupp 2
| Nr | Lag               | S | V | O | F | GM | IM | MS | P  |
| -- | ----------------- | - | - | - | - | -- | -- | -- | -- |
| 1  | Junior            | 6 | 4 | 1 | 1 | 9  | 7  | +2 | 13 |
| 2  | Grêmio            | 6 | 3 | 1 | 2 | 9  | 6  | +3 | 10 |
| 3  | Oriente Petrolero | 6 | 2 | 0 | 4 | 7  | 8  | −1 | 6  |
| 4  | León de Huánuco   | 6 | 1 | 2 | 3 | 4  | 8  | −4 | 5  |

| Hemma \ Borta     | Brasilien | Colombia | Peru | Bolivia |
| Grêmio            | —         | 2–0      | 2–0  | 3–0     |
| Junior            | 2–1       | —        | 1–1  | 2–1     |
| León de Huánuco   | 1–1       | 1–2      | —    | 1–0     |
| Oriente Petrolero | 3–0       | 1–2      | 2–0  | —       |

### Grupp 3
| Nr | Lag                | S | V | O | F | GM | IM | MS | P  |
| -- | ------------------ | - | - | - | - | -- | -- | -- | -- |
| 1  | Club América       | 6 | 3 | 1 | 2 | 8  | 7  | +1 | 10 |
| 2  | Fluminense         | 6 | 2 | 2 | 2 | 9  | 9  | 0  | 8  |
| 3  | Nacional           | 6 | 2 | 2 | 2 | 3  | 3  | 0  | 8  |
| 4  | Argentinos Juniors | 6 | 2 | 1 | 3 | 9  | 10 | −1 | 7  |

| Hemma \ Borta      | Argentina | Mexiko | Brasilien | Uruguay |
| Argentinos Juniors | —         | 3–1    | 2–4       | 0–1     |
| Club América       | 2–1       | —      | 1–0       | 2–0     |
| Fluminense         | 2–2       | 3–2    | —         | 0–0     |
| Nacional           | 0–1       | 0–0    | 2–0       | —       |

### Grupp 4
| Nr | Lag                  | S | V | O | F | GM | IM | MS | P  |
| -- | -------------------- | - | - | - | - | -- | -- | -- | -- |
| 1  | Universidad Católica | 6 | 3 | 2 | 1 | 11 | 9  | +2 | 11 |
| 2  | Vélez Sársfield      | 6 | 3 | 1 | 2 | 12 | 7  | +5 | 10 |
| 3  | Caracas              | 6 | 3 | 0 | 3 | 7  | 10 | −3 | 9  |
| 4  | Unión Española       | 6 | 1 | 1 | 4 | 7  | 11 | −4 | 4  |

| Hemma \ Borta        | Venezuela | Chile | Chile | Argentina |
| Caracas              | —         | 2–0   | 0–2   | 0–3       |
| Unión Española       | 1–2       | —     | 2–2   | 2–1       |
| Universidad Católica | 1–3       | 2–1   | —     | 0–0       |
| Vélez Sársfield      | 3–0       | 2–1   | 3–4   | —         |

### Grupp 5
| Nr | Lag               | S | V | O | F | GM | IM | MS | P  |
| -- | ----------------- | - | - | - | - | -- | -- | -- | -- |
| 1  | Cerro Porteño     | 6 | 3 | 2 | 1 | 13 | 8  | +5 | 11 |
| 2  | Santos            | 6 | 3 | 2 | 1 | 11 | 8  | +3 | 11 |
| 3  | Colo-Colo         | 6 | 3 | 0 | 3 | 15 | 16 | −1 | 9  |
| 4  | Deportivo Táchira | 6 | 0 | 2 | 4 | 5  | 12 | −7 | 2  |

| Hemma \ Borta     | Paraguay | Chile | Venezuela | Brasilien |
| Cerro Porteño     | —        | 5–2   | 1–1       | 1–2       |
| Colo-Colo         | 2–3      | —     | 2–1       | 3–2       |
| Deportivo Táchira | 0–2      | 2–4   | —         | 0–0       |
| Santos            | 1–1      | 3–2   | 3–1       | —         |

### Grupp 6
| Nr | Lag               | S | V | O | F | GM | IM | MS  | P  |
| -- | ----------------- | - | - | - | - | -- | -- | --- | -- |
| 1  | Internacional     | 6 | 4 | 1 | 1 | 14 | 3  | +11 | 13 |
| 2  | Jaguares          | 6 | 3 | 0 | 3 | 6  | 8  | −2  | 9  |
| 3  | Emelec            | 6 | 2 | 2 | 2 | 4  | 5  | −1  | 8  |
| 4  | Jorge Wilstermann | 6 | 1 | 1 | 4 | 3  | 11 | −8  | 4  |

| Hemma \ Borta     | Ecuador | Brasilien | Mexiko | Bolivia |
| Emelec            | —       | 1–1       | 1–0    | 1–0     |
| Internacional     | 2–0     | —         | 4–0    | 3–0     |
| Jaguares          | 2–1     | 1–0       | —      | 2–0     |
| Jorge Wilstermann | 0–0     | 1–4       | 2–1    | —       |

### Grupp 7
| Nr | Lag             | S | V | O | F | GM | IM | MS  | P  |
| -- | --------------- | - | - | - | - | -- | -- | --- | -- |
| 1  | Cruzeiro        | 6 | 5 | 1 | 0 | 20 | 1  | +19 | 16 |
| 2  | Estudiantes     | 6 | 3 | 1 | 2 | 9  | 11 | −2  | 10 |
| 3  | Deportes Tolima | 6 | 2 | 2 | 2 | 5  | 8  | −3  | 8  |
| 4  | Guaraní         | 6 | 0 | 0 | 6 | 2  | 16 | −14 | 0  |

| Hemma \ Borta   | Brasilien | Colombia | Argentina | Paraguay |
| Cruzeiro        | —         | 6–1      | 5–0       | 4–0      |
| Deportes Tolima | 0–0       | —        | 1–1       | 1–0      |
| Estudiantes     | 0–3       | 1–0      | —         | 5–1      |
| Guaraní         | 0–2       | 0–2      | 1–2       | —        |

### Grupp 8
| Nr | Lag           | S | V | O | F | GM | IM | MS | P  |
| -- | ------------- | - | - | - | - | -- | -- | -- | -- |
| 1  | LDU Quito     | 6 | 3 | 1 | 2 | 12 | 4  | +8 | 10 |
| 2  | Peñarol       | 6 | 3 | 0 | 3 | 6  | 11 | −5 | 9  |
| 3  | Independiente | 6 | 2 | 2 | 2 | 7  | 8  | −1 | 8  |
| 4  | Godoy Cruz    | 6 | 2 | 1 | 3 | 8  | 10 | −2 | 7  |

| Hemma \ Borta | Argentina | Argentina | Ecuador | Uruguay |
| Godoy Cruz    | —         | 1–1       | 2–1     | 1–3     |
| Independiente | 1–3       | —         | 1–1     | 3–0     |
| LDU Quito     | 2–0       | 3–0       | —       | 5–0     |
| Peñarol       | 2–1       | 0–1       | 1–0     | —       |

## Utslagsspel
De sista fyra omgångarna av turneringen (åttondelsfinalerna till och med finalerna) bildar utslagsspelet av Copa Libertadores. De två bästa i varje grupp går vidare till utslagsspelet, vilket innebär 16 lag i den första omgången av utslagsspelet.
I den åttondelsfinalerna möter den bästa gruppspelsettan den sämsta gruppspelstvåan. Vilket lag som är bäst bestäms genom deras poäng och målskillnad i gruppspelets andra omgång.

### Kvalificerade lag
| Nr | Lag                  | S | V | O | F | GM | IM | MS  | P  |
| -- | -------------------- | - | - | - | - | -- | -- | --- | -- |
| 1  | Cruzeiro             | 6 | 5 | 1 | 0 | 20 | 1  | +19 | 16 |
| 2  | Libertad             | 6 | 4 | 2 | 0 | 13 | 5  | +8  | 14 |
| 3  | Internacional        | 6 | 4 | 1 | 1 | 14 | 3  | +11 | 13 |
| 4  | Junior               | 6 | 4 | 1 | 1 | 9  | 7  | +2  | 13 |
| 5  | Cerro Porteño        | 6 | 3 | 2 | 1 | 13 | 8  | +5  | 11 |
| 6  | Universidad Católica | 6 | 3 | 2 | 1 | 11 | 9  | +2  | 11 |
| 7  | LDU Quito            | 6 | 3 | 1 | 2 | 12 | 4  | +8  | 10 |
| 8  | Club América         | 6 | 3 | 1 | 2 | 8  | 7  | +1  | 10 |

| Nr | Lag             | S | V | O | F | GM | IM | MS | P  |
| -- | --------------- | - | - | - | - | -- | -- | -- | -- |
| 9  | Santos          | 6 | 3 | 2 | 1 | 11 | 8  | +3 | 11 |
| 10 | Vélez Sársfield | 6 | 3 | 1 | 2 | 12 | 7  | +5 | 10 |
| 11 | Grêmio          | 6 | 3 | 1 | 2 | 9  | 6  | +3 | 10 |
| 12 | Estudiantes     | 6 | 3 | 1 | 2 | 9  | 11 | −2 | 10 |
| 13 | Jaguares        | 6 | 3 | 0 | 3 | 6  | 8  | −2 | 9  |
| 14 | Peñarol         | 6 | 3 | 0 | 3 | 6  | 11 | −5 | 9  |
| 15 | Fluminense      | 6 | 2 | 2 | 2 | 9  | 9  | 0  | 8  |
| 16 | Once Caldas     | 6 | 1 | 4 | 1 | 7  | 8  | −1 | 7  |

### Slutspelsträd
|  | Åttondelsfinaler     | Åttondelsfinaler     | Åttondelsfinaler | Åttondelsfinaler |                 |   | Kvartsfinaler | Kvartsfinaler | Kvartsfinaler | Kvartsfinaler |  |  | Semifinaler | Semifinaler | Semifinaler | Semifinaler |  |  | Final | Final | Final | Final |
|  |                      |                      |                  |                  |                 |   |               |               |               |               |  |  |             |             |             |             |  |  |       |       |       |       |
|  |                      |                      |                  |                  |                 |   |               |               |               |               |  |  |             |             |             |             |  |  |       |       |       |       |
|  |                      |                      |                  |                  |                 |   |               |               |               |               |  |  |             |             |             |             |  |  |       |       |       |       |
|  | Peñarol              | 1                    | 2                | 3                |                 |   |               |               |               |               |  |  |             |             |             |             |  |  |       |       |       |       |
|  | Peñarol              | 1                    | 2                | 3                |                 |   |               |               |               |               |  |  |             |             |             |             |  |  |       |       |       |       |
|  | Internacional        | 1                    | 1                | 2                |                 |   |               |               |               |               |  |  |             |             |             |             |  |  |       |       |       |       |
|  | Internacional        | 1                    | 1                | 2                | Peñarol         | 2 | 1             | 3             |               |               |  |  |             |             |             |             |  |  |       |       |       |       |
|  |                      |                      |                  |                  | Peñarol         | 2 | 1             | 3             |               |               |  |  |             |             |             |             |  |  |       |       |       |       |
|  |                      | Universidad Católica | 2                | 0                | 2               |   |               |               |               |               |  |  |             |             |             |             |  |  |       |       |       |       |
|  | Grêmio               | Universidad Católica | 2                | 0                | 2               | 1 | 0             | 1             |               |               |  |  |             |             |             |             |  |  |       |       |       |       |
|  | Grêmio               |                      |                  |                  |                 | 1 | 0             | 1             |               |               |  |  |             |             |             |             |  |  |       |       |       |       |
|  | Universidad Católica | 2                    | 1                | 3                |                 |   |               |               |               |               |  |  |             |             |             |             |  |  |       |       |       |       |
|  | Universidad Católica | 2                    | 1                | 3                | Peñarol (BM)    | 1 | 1             | 2             |               |               |  |  |             |             |             |             |  |  |       |       |       |       |
|  |                      |                      |                  |                  | Peñarol (BM)    | 1 | 1             | 2             |               |               |  |  |             |             |             |             |  |  |       |       |       |       |
|  |                      | Vélez Sarsfield      | 0                | 2                | 2               |   |               |               |               |               |  |  |             |             |             |             |  |  |       |       |       |       |
|  | Vélez Sarsfield      | Vélez Sarsfield      | 0                | 2                | 2               | 3 | 2             | 5             |               |               |  |  |             |             |             |             |  |  |       |       |       |       |
|  | Vélez Sarsfield      |                      |                  |                  |                 | 3 | 2             | 5             |               |               |  |  |             |             |             |             |  |  |       |       |       |       |
|  | LDU Quito            | 0                    | 0                | 0                |                 |   |               |               |               |               |  |  |             |             |             |             |  |  |       |       |       |       |
|  | LDU Quito            | 0                    | 0                | 0                | Vélez Sarsfield | 3 | 4             | 7             |               |               |  |  |             |             |             |             |  |  |       |       |       |       |
|  |                      |                      |                  |                  | Vélez Sarsfield | 3 | 4             | 7             |               |               |  |  |             |             |             |             |  |  |       |       |       |       |
|  |                      | Libertad             | 0                | 2                | 2               |   |               |               |               |               |  |  |             |             |             |             |  |  |       |       |       |       |
|  | Fluminense           | Libertad             | 0                | 2                | 2               | 3 | 0             | 3             |               |               |  |  |             |             |             |             |  |  |       |       |       |       |
|  | Fluminense           |                      |                  |                  |                 | 3 | 0             | 3             |               |               |  |  |             |             |             |             |  |  |       |       |       |       |
|  | Libertad             | 1                    | 3                | 4                |                 |   |               |               |               |               |  |  |             |             |             |             |  |  |       |       |       |       |
|  | Libertad             | 1                    | 3                | 4                | Peñarol         | 0 | 1             | 1             |               |               |  |  |             |             |             |             |  |  |       |       |       |       |
|  |                      |                      |                  |                  | Peñarol         | 0 | 1             | 1             |               |               |  |  |             |             |             |             |  |  |       |       |       |       |
|  |                      | Santos               | 0                | 2                | 2               |   |               |               |               |               |  |  |             |             |             |             |  |  |       |       |       |       |
|  | Jaguares (BM)        | Santos               | 0                | 2                | 2               | 1 | 3             | 4             |               |               |  |  |             |             |             |             |  |  |       |       |       |       |
|  | Jaguares (BM)        |                      |                  |                  |                 | 1 | 3             | 4             |               |               |  |  |             |             |             |             |  |  |       |       |       |       |
|  | Junior               | 1                    | 3                | 4                |                 |   |               |               |               |               |  |  |             |             |             |             |  |  |       |       |       |       |
|  | Junior               | 1                    | 3                | 4                | Jaguares        | 1 | 0             | 1             |               |               |  |  |             |             |             |             |  |  |       |       |       |       |
|  |                      |                      |                  |                  | Jaguares        | 1 | 0             | 1             |               |               |  |  |             |             |             |             |  |  |       |       |       |       |
|  |                      | Cerro Porteño        | 1                | 1                | 2               |   |               |               |               |               |  |  |             |             |             |             |  |  |       |       |       |       |
|  | Estudiantes          | Cerro Porteño        | 1                | 1                | 2               | 0 | 0             | 0 (3)         |               |               |  |  |             |             |             |             |  |  |       |       |       |       |
|  | Estudiantes          |                      |                  |                  |                 | 0 | 0             | 0 (3)         |               |               |  |  |             |             |             |             |  |  |       |       |       |       |
|  | Cerro Porteño (str.) | 0                    | 0                | 0 (5)            |                 |   |               |               |               |               |  |  |             |             |             |             |  |  |       |       |       |       |
|  | Cerro Porteño (str.) | 0                    | 0                | 0 (5)            | Cerro Porteño   | 0 | 3             | 3             |               |               |  |  |             |             |             |             |  |  |       |       |       |       |
|  |                      |                      |                  |                  | Cerro Porteño   | 0 | 3             | 3             |               |               |  |  |             |             |             |             |  |  |       |       |       |       |
|  |                      | Santos               | 1                | 3                | 4               |   |               |               |               |               |  |  |             |             |             |             |  |  |       |       |       |       |
|  | Once Caldas          | Santos               | 1                | 3                | 4               | 1 | 2             | 3             |               |               |  |  |             |             |             |             |  |  |       |       |       |       |
|  | Once Caldas          |                      |                  |                  |                 | 1 | 2             | 3             |               |               |  |  |             |             |             |             |  |  |       |       |       |       |
|  | Cruzeiro             | 2                    | 0                | 2                |                 |   |               |               |               |               |  |  |             |             |             |             |  |  |       |       |       |       |
|  | Cruzeiro             | 2                    | 0                | 2                | Once Caldas     | 0 | 1             | 1             |               |               |  |  |             |             |             |             |  |  |       |       |       |       |
|  |                      |                      |                  |                  | Once Caldas     | 0 | 1             | 1             |               |               |  |  |             |             |             |             |  |  |       |       |       |       |
|  |                      | Santos               | 1                | 1                | 2               |   |               |               |               |               |  |  |             |             |             |             |  |  |       |       |       |       |
|  | Santos               | Santos               | 1                | 1                | 2               | 1 | 0             | 1             |               |               |  |  |             |             |             |             |  |  |       |       |       |       |
|  | Santos               |                      |                  |                  |                 | 1 | 0             | 1             |               |               |  |  |             |             |             |             |  |  |       |       |       |       |
|  | Club América         | 0                    | 0                | 0                |                 |   |               |               |               |               |  |  |             |             |             |             |  |  |       |       |       |       |
|  | Club América         | 0                    | 0                | 0                |                 |   |               |               |               |               |  |  |             |             |             |             |  |  |       |       |       |       |

### Åttondelsfinaler
| Lag                  | Lag   | Lag             | Resultat | Resultat | Tie-breaker | Tie-breaker | Tie-breaker |
| Lag 1                | Poäng | lag 2           | Match 1  | Match 2  | MS          | BM          | STR         |
| -------------------- | ----- | --------------- | -------- | -------- | ----------- | ----------- | ----------- |
| Cruzeiro             | 3:3   | Once Caldas     | 2–1      | 0–2      | −1:+1       | —           | —           |
| Libertad             | 3:3   | Fluminense      | 1–3      | 3–0      | +1:−1       | —           | —           |
| Internacional        | 1:4   | Peñarol         | 1–1      | 1–2      | —           | —           | —           |
| Junior               | 2:2   | Jaguares        | 1–1      | 3–3      | 0:0         | 1:3         | —           |
| Cerro Porteño        | 2:2   | Estudiantes     | 0–0      | 0–0      | 0:0         | 0:0         | 5–3         |
| Universidad Católica | 6:0   | Grêmio          | 2–1      | 1–0      | —           | —           | —           |
| LDU Quito            | 0:6   | Vélez Sársfield | 0–3      | 0–2      | —           | —           | —           |
| América              | 1:4   | Santos          | 0–1      | 0–0      | —           | —           | —           |

### Kvartsfinaler
| Lag                  | Lag   | Lag             | Resultat | Resultat | Tie-breaker | Tie-breaker | Tie-breaker |
| Lag 1                | Poäng | Lag 2           | Match 1  | Match 2  | MS          | BM          | STR         |
| -------------------- | ----- | --------------- | -------- | -------- | ----------- | ----------- | ----------- |
| Santos               | 4:1   | Once Caldas     | 1–0      | 1–1      | —           | —           | —           |
| Libertad             | 0:6   | Vélez Sársfield | 0–3      | 2–4      | —           | —           | —           |
| Universidad Católica | 3:3   | Peñarol         | 0–2      | 2–1      | −1:+1       | —           | —           |
| Cerro Porteño        | 4:1   | Jaguares        | 1–1      | 1–0      | —           | —           | —           |

### Semifinaler
| Lag             | Lag   | Lag     | Resultat | Resultat | Tie-breaker | Tie-breaker | Tie-breaker |
| Lag 1           | Poäng | Lag 2   | Match 1  | Match 2  | MS          | BM          | STR         |
| --------------- | ----- | ------- | -------- | -------- | ----------- | ----------- | ----------- |
| Cerro Porteño   | 1:4   | Santos  | 0–1      | 3–3      | —           | —           | —           |
| Vélez Sársfield | 3:3   | Peñarol | 0–1      | 2–1      | 0:0         | 0:1         | —           |

### Finaler
Finalen av Copa Libertadores 2011 avgjordes med två matcher – en match på respektive lags hemmaplan. Den första matchen spelades den 15 juni på Estadio Centenario i Uruguay. Santos vann det andra mötet på Estádio do Pacaembu i São Paulo med siffrorna 2–1. Detta var andra gången laget möttes i finalen av Copa Libertadores (senast: finalen 1962).
|                 | 15 juni | Peñarol | 0 – 0 | Santos | Estadio Centenario, Montevideo |  |
| 21:50 UTC−03:00 |         |         |       |        |                                |  |
|                 |         |         |       |        |                                |  |
|                 |         |         |       |        |                                |  |

|                 | 22 juni         | Santos                | 2 – 1   | Peñarol           | Estádio do Pacaembu, São Paulo |  |
| 21:50 UTC−03:00 | 21:50 UTC−03:00 | Neymar 47′ Danilo 69′ | (0 – 0) | Durval 80′ (sjm.) |                                |  |
| 21:50 UTC−03:00 | 21:50 UTC−03:00 |                       |         |                   |                                |  |
| 21:50 UTC−03:00 | 21:50 UTC−03:00 |                       |         |                   |                                |  |

## Skytteligan
Redovisar alla spelare som gjorde 5 eller fler mål.
| Plac. | Spelare              | Klubb                | Mål |
| ----- | -------------------- | -------------------- | --- |
| 1     | Roberto Nanni        | Cerro Porteño        | 7   |
| 1     | Wallyson             | Cruzeiro             | 7   |
| 3     | Lucas Pratto         | Universidad Católica | 6   |
| 3     | Neymar               | Santos               | 6   |
| 5     | Wason Rentería       | Once Caldas          | 5   |
| 5     | Juan Manuel Oliviera | Peñarol              | 5   |
| 5     | Maximiliano Moralez  | Vélez Sársfield      | 5   |

## Utmärkelser

### Veckans spelare
| Vecka | Spelare              | Lag                  |
| ----- | -------------------- | -------------------- |
| 4     | Walter Montillo      | Cruzeiro             |
| 5     | Patricio Rodríguez   | Independiente        |
| 6     | Juan Manuel Olivera  | Peñarol              |
| 7     | Luis Carlos Cabezas  | Caracas              |
| 8     | Carlos Bacca         | Junior               |
| 9     | José Luis Villanueva | Universidad Católica |
| 10    | Thiago Ribeiro       | Cruzeiro             |
| 11    | Roberto Nanni        | Cerro Porteño        |
| 12    | Hernán Barcos        | LDU Quito            |
| 13    | Jonathan Fabbro      | Cerro Porteño        |
| 14    | Lucas Pratto         | Universidad Católica |
| 15    | Dayro Moreno         | Once Caldas          |
| 16    | Juan Manuel Martínez | Vélez Sársfield      |
| 17    | Maximiliano Moralez  | Vélez Sársfield      |
| 18    | Darío Rodríguez      | Peñarol              |